# تل العمارنة

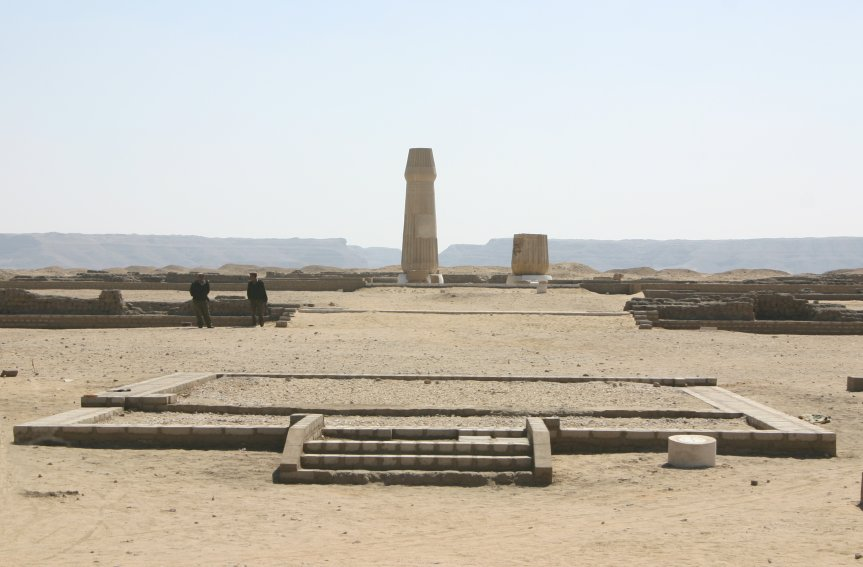
معبد صغير

تل العمارنة (وكان اسمها «أخيتاتون» أي: «أفق أتون») هي العاصمة الجديدة التي أنشأها الملك إخناتون، وهي تقع على بعد خمسة وأربعين كم جنوب مقابر بني حسن بمحافظة المنيا. ولا تزال بقايا العاصمة القديمة موجودة حتى الآن. وفي العصور الوسطى بعد أن كانت تلك المنطقة خربت منذ أن قام توت عنخ آمون وغيّر العاصمة أتت قبيلة العمارنة وسكنت هناك مدة طويلة شملت قرون وعمروها وبعد أن هجروا ورجعوا إلى مناطقهم سميت المنطقة باسم تل العمارنة لأن من أرجع الحياة إليها هم قبيلة العمارنة وتل لأنها كانت تل خراب ولكن أصبحت تل مدينة تجوز للسكن.
بعض مساكن الصفوة المهدمة لا تزال موجودة أيضا في الطرف الشمالي للموقع، بمواجهة الحائط الخارجي للقصر الملكي. ويضم المتحف المصري نماذج جميلة من غطاء أرضي من الجص، والذي كان مصدره هذه المساكن.
وقد تم أيضا اكتشاف مجموعة من المقابر في تل العمارنة، أهمهم تقع إلى الشمال مثل مقابر مري رع، أحمس، بنتو، ومقبرة العائلة الملكية التي يعتقد أنها قد تم حفرها للملك وعائلته.

## الموقع
يتمركز تل العمارنة في دير مواس محافظة المنيا في شمال صعيد مصر. وهي تمتد على طول الشاطئ الشرقي للنيل لمسافة تقترب من خمسة أميال. وعندما أدرك أخناتون أنه لا إمكانية للاستمرار في طيبة بعدما أظهر كهنة آمون العداء لدعوته الجديدة التي حاول إدخالها بدلاً من ديانة آمون والعقائد الأخرى في مصر، كان عليه لِزاماً أن يبحث عن موقع جديد ينتقل إليه ويدعو منه لربه آتون، ذلك المعبود الذي أراد الملك به -حسبما يعتقد بعض المتخصصين- توحيد مجمع الأرباب المصرية.
وهكذا أسسها الملك أخناتون مدينته الجديدة وانتقل في العام الرابع من حكمه إلى عاصمته الجديدة أخت أتون ’أفق آتون/ قرص الشمس‘. هذا المكان الذي استقر فيه ويُعرف حالياً باسم تل العمارنة، ويقع على بعد عشرة كيلومترات من ملوي، على البر الشرقي للنيل. تاركاً كل من منف وطيبة اللتان كانتا بمثابة عاصمتي مصر وقتذاك والمقرين الملكيين صيفاً وشتاءً.
تمتد مدينة العمارنة على مساحة خمسة وعشرين كيلومتراً من ’الشيخ سعيد‘ شمالاً حتى ’الشيخ عبد الحميد‘ جنوباً، وهي منطقة محاطة بسلاسل الجبال من ثلاث جهات شرقاً وشمالاً وجنوباً، أما حدودها الغربية فيحدها نهر النيل، وتقوم على أطلالها أربعة قرى هي: الحوطة الشرقية التابعة لمركز ديروط التابع لمحافظة أسيوط ‘ ’العمارية الشرقية والحاج قنديل والتل الشرقي أو تل العمارنة‘والثلاث قرى تابعين لمركز ديرمواس التابع لمحافظة المنيا.

## التسمية
يأتي اسم تل العمارنة من قبيلة بني عمران التي عاشت في المنطقة وأسست بعض المستوطنات. كان الاسم المصري القديم أخت أتون. زار عالم المصريات الإنجليزي السير جون جاردنر ويلكنسون تل العمارنة مرتين في عشرينيات القرن التاسع عشر وسماها بـ المرمر، بعد المسميات المتناقضة لمؤلفي العصر الروماني بلينيوس الأصغر وبطليموس، على الرغم من أنه لم يكن متأكدًا من مكانها واقترح كوم الأحمر كموقع بديل.

## مدينة آخت-آتون
كانت منطقة المدينة تمثل موقع ناشئاً وكما وصف أخناتون هذه المدينة بأنها «مقر الاحتفال الأول لآتون والتي شيدها لنفسه حتى يستريح فيها».
ربما يكون تمثيل الهيروغليفية للوادي الملكي بالأفق قد أظهر أن هذا هو المكان المناسب لتأسيس المدينة.
بنيت المدينة كعاصمة جديدة للفرعون إخناتون، لتكريس دينه الجديد لعبادة آتون. بدأ البناء في أو حوالي العام الخامس من حكمه (1346 ق. م.) وربما اكتملت بحلول العام 9 (1341 ق. م.)، على الرغم من أنها أصبحت العاصمة قبل ذلك بعامين. ولأجل التعجبل ببناء المدينة، فقد شيدت معظم المباني من الطوب اللبن والأبيض. وغطيت أهم المباني بالحجر المحلي.
وهي المدينة المصرية القديمة الوحيدة التي تحتفظ بتفاصيل كبيرة عن مخططها الداخلي ويرجع ذلك إلى حد كبير نتيجة هجر المدينة بعد وفاة إخناتون، عندما قرر ابن إخناتون، الملك توت عنخ آمون، مغادرة المدينة والعودة إلى مسقط رأسه في طيبة (الأقصر الحديثة). ويبدو أن المدينة ظلت نشطة لمدة عقد أو أكثر بعد وفاته، كما يشير مزار حورمحب إلى أنها كانت مأهولة جزئياً على الأقل في بداية عهده، فقط لكونها مصدر لمواد البناء في مكان آخر. وبمجرد هجرها، ظلت غير مأهولة حتى بدأ الاستيطان الروماني على طول حافة النيل. ومع ذلك، نظراً للظروف الفريدة لإنشائها وهجرها، فمن المشكوك فيه كيف كانت تمثّل المدن المصرية القديمة في الواقع. بنيت العمارنة على عجل وغطت مساحة تبلغ حوالي 8 أميال (13 كم) من الأراضي على الضفة الشرقية لنهر النيل. أما على الضفة الغربية، فقد خُصصت الأرض لتوفير المحاصيل لسكان المدينة. كانت المدينة بأكملها محاطة بما مجموعه 14 لوحة حدودية توضح بالتفصيل شروط إخناتون لتأسيس هذه العاصمة الجديدة لمصر.
من المعروف أن أقدم لوحة مؤرخة من مدينة إخناتون الجديدة هي اللوحة الحدودية (k) والتي يرجع تاريخها إلى السنة الخامسة، من فصل برت (أو الشهر الثامن)، اليوم الثالث عشر من عهد إخناتون. (تآكلت معظم اللوحات الحدودية الأصلية البالغ عددها 14 لوحة بشكل سيئ). وهي تحفظ سرد تأسيس إخناتون لهذه المدينة. تسجل الوثيقة رغبة الفرعون في إقامة عدة معابد لآتون فيها، بالإضافة إلى إنشاء العديد من المقابر الملكية في تلال العمارنة الشرقية لنفسه ولزوجته الملكة نفرتيتي وابنته الكبرى ميريت آتون بالإضافة إلى أمره الصريح بأنه عندما يموت، يجب أن يُعاد إلى العمارنة لدفنه. وتقدم اللوحة الحدودية (k) وصفاً للأحداث المحتفل بها في تل العمارنة:

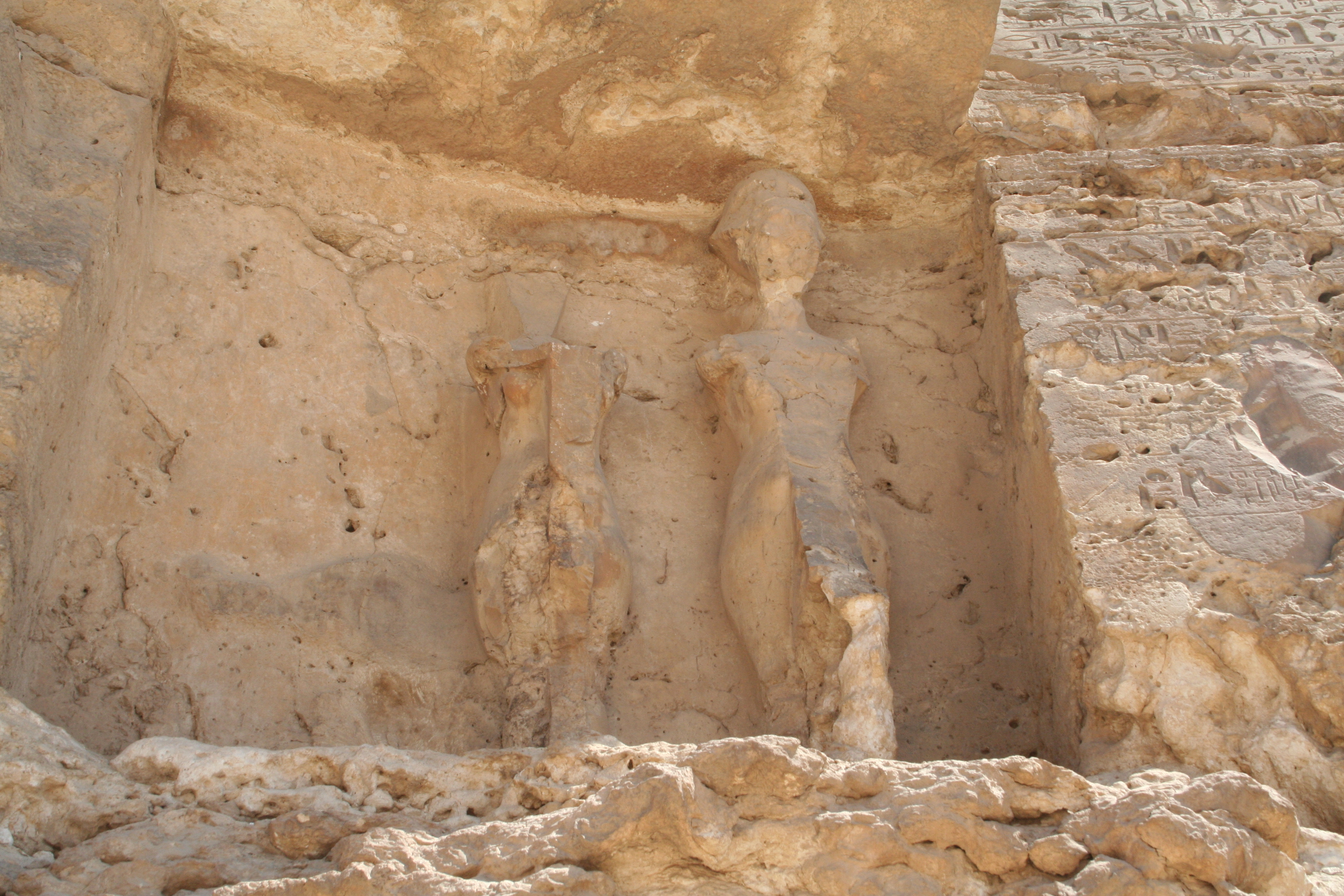
تماثيل على يسار اللوحة الحدودية (U) في العمارنة

ثم يستمر هذا النص ليشير إلى أن أخناتون قد قدم قرباناً عظيماً للإله آتون «وهذا هو موضوع [الاحتفال] الذي يتضح في الجزء الهلالي من اللوحة حيث يقف مع ملكته وابنته الكبرى أمام مذبح مكدس بالقرابين تحت آتون، بينما يشرق عليه معيداً الشباب إلى جسده عبر آشعته.»
وتضم تلك المدينة التي أمر أخناتون بإنشائها:
قصرين ملكيين (القصر الشمالي والقصر الجنوبي)، – معابد آتون – الأحياء السكنية من منازل للنبلاء وقرية للحرفيين – المقبرة الملكية التي تقع في الشمال الشرقي من المدينة – 25 من مقابر الأفراد تنقسم إلى مجموعتين (شمالية، وجنوبية) تقعان في أقصى شمال المدينة وتشتملان على 25 مقبرة لكبار موظفي الدولة في عهد أخناتون.
وقد قام الملك بتحديد مدينته بأربعـة عشـر لوحـة تعرف باسـم «لوحـات الحـدود».
هذا وقد عُثِرَ في في المدينة على رسائل تل العمارنة.

## الحياة القديمة في تل العمارنة
يعود الكثير مما نعرفه عن تأسيس تل العمارنة إلى سلسلة من اللوحات التذكارية في محيط المدينة. وتسجل هذه اللوحات أحداث أخت أتون من التأسيس إلى ما قبل سقوطها مباشرة.
للانتقال من طيبة إلى العمارنة، احتاج أخناتون إلى دعم الجيش. آي، أحد مستشاري أخناتون الرئيسيين، كان له تأثير كبير في هذه المنطقة لأن والده يويا كان قائدًا عسكريًا مهمًا. بالإضافة إلى ذلك، نشأ جميع أفراد الجيش معًا، وكانوا جزءًا من أغنى وأنجح فترة في تاريخ مصر في عهد والد أخناتون، لذا كان الولاء بينهم قويًا وثابتًا.

### الحياة الدينية
علي الرغم من أن إصلاحات اخناتون كانت موجهة نحو نوع من التوحيد. تشير الأدلة الأثرية إلى أن الآلهة الأخرى كانت تحظى أيضًا بالاحترام، حتى في مركز عبادة آتون، على الأقل من قبل الأشخاص الذين عاشوا وعملوا هناك.

### الفن
كسر أسلوب فن العمارنة التقاليد المصرية الراسخة. على عكس الشكلية المثالية الصارمة للفن المصري في المراحل السابقة، فقد صور الفن في عصر العمارنة الموضوعات بشكل أكثر واقعية. وشملت هذه المشاهد غير الرسمية، مثل التصوير العاطفة الحميمية داخل العائلة المالكة واللعب مع أطفالهم، ولم تعد تصور النساء على أنهن أفتح لونًا من الرجال. كان للفن أيضًا واقعية تحد أحيانًا من الرسوم الكاريكاتورية.

## إعادة الاكتشاف والتنقيب

### إستكشافات القرنين الثامن عشر والتاسع عشر

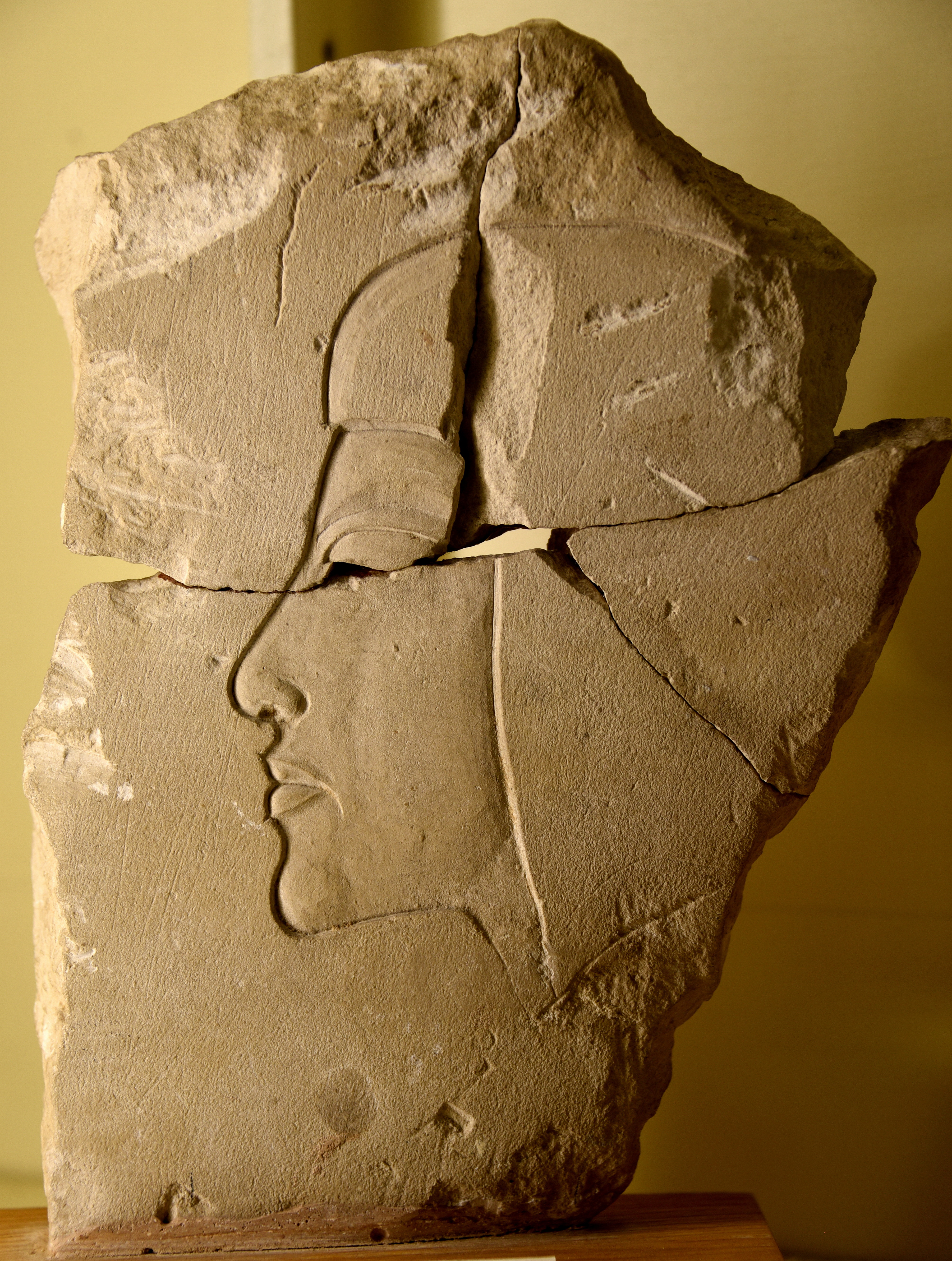
قطعة من الحجر الجيري. عهد اخناتون. من العمارنة ، مصر. متحف بيتري للآثار المصرية في لندن

كان أول ذكر للمدينة في الغرب في عام 1714 من قبل كلود سيكارد، وهو كاهن يسوعي فرنسي كان يسافر عبر وادي النيل، ووصف اللوحات التذكارية في العمارنة. علماء نابليون زاروا المدينة في 1798-1799، وأعدوا أول خريطة تفصيلية للعمارنة، والتي نُشرت لاحقًا في كتاب وصف مصر بين عامي 1821 و 1830.
استمر الاستكشاف الأوروبي للمدينة في عام 1824 عندما استكشف السير جون غاردنر ويلكنسون بقايا المدينة ورسم خرائط لها.
زارت بعثة بروسيا بقيادة كارل ريتشارد ليبسيوس الموقع في عامي 1843 و1845، وسجلت الآثار والتضاريس المرئية في تل العمارنة في زيارتين منفصلتين على مدار اثني عشر يومًا باستخدام الرسومات لعمل خريطة محسّنة للمدينة. على الرغم من قلة دقة هذه الرسومات، إلا أنها أعتبرت الأساس لمعرفة المدينة وتفسير العديد من المشاهد والنقوش في المقابر الخاصة وبعض اللوحات التذكارية لبقية القرن. تعد السجلات التي سجلتها فرق المستكشفين الأوائل ذات أهمية كبيرة لأن العديد من هذه البقايا تم تدميرها لاحقًا أو فقدها.

### إستكشاف قبر الملك
بين عامي 1891 و 1892 اكتشف أليساندرو بارسانتي قبر الملك على الرغم من كونه معروفًا للسكان المحليين منذ حوالي عام 1880. في نفس الوقت تقريبًا عمل السير فلندرز بيتري لمدة عام واحد في العمارنة. قام بالتنقيب بشكل أساسي في المدينة المركزية، حيث قام بالعمل في معبد آتون الكبير، والقصر الرسمي العظيم، وبيت الملك، ومكتب مراسلات الفرعون.

### إستكشافات القرن العشرين
في السنوات الأولى من القرن العشرين (1907 إلى 1914)، قامت بعثة معهد الشرق الألماني بقيادة لودفيج بورشاردت، بالتنقيب على نطاق واسع في جميع أنحاء الضواحي الشمالية والجنوبية للمدينة. تم اكتشاف تمثال نفرتيتي الشهير، الموجود الآن في متحف برلين الجديد، والذي وُجد بين المنحوتات الأخرى في ورشة النحات تحتمس. أنهى اندلاع الحرب العالمية الأولى في أغسطس 1914 أعمال التنقيب الألمانية.
من عام 1921 إلى عام 1936، عادت بعثة استكشافية إلى أعمال التنقيب في العمارنة تحت إشراف السير ليونارد وولي، هينري فرانكفورت. ركزت هذه البعثة أعمالها على الهياكل الدينية والملكية. خلال ستينيات القرن الماضي، قامالمجلس الأعلى للآثار المصرية بعدد من الإستكشافات في العمارنة.

### إستكشافات القرن الحادي والعشرين
يستمر استكشاف المدينة حتى الوقت الحاضر، تحت إشراف باري كيمب وهو أستاذ فخري في علم المصريات، جامعة كامبريدج، إنجلترا. في عام 1980، قامت بعثة منفصلة بقيادة جيفري مارتن بوصف ونسخ النقوش من المقبرة الملكية، ونشرت لاحقًا النتائج التي توصلت إليها البعثة.

## تاريخ الحفائر في آخت-آتون (تل العمارنة)
قامت عمليات عديدة للكشف عن عاصمة «أخناتون» ومركز دعوته الدينية، بعد أن سقطت في طي النسيان.
- في عام 1714م: وصف الكاهن اليسوعي الفرنسي Claude Sicard ’كلاود سيكارد‘ لوحات الحدود.
- في عام 1798-1799م: زارت الحملة الفرنسية بقيادة ’ناپليون بونابرت‘ الموقع، ورسموا خريطة للمدينة.
- في عامي 1824م و 1826م: زار Gardner Wilkinson ’جاردنر ويلكنسون‘ عالم المصريات الإنجليزي الموقع مرتين، وعرّفه مثل Alabastron الكُتاب الرومان الكلاسيكيين.
- في عامي 1843م و 1845م: the Prussian Expedition بعثة الحفائر ’البروسية‘ برئاسة Karl Richard Lepsius ’كارل ريتشارد لـپسيوس‘، قامت بزيارة الموقع، وقامت بتسجيل ونشر العديد من مناظر ونقوش مقابر «العمارنة» المنحوتة في الصخر.
- في عام 1887م: اكتشفت فلاحة مصرية 337 لويحة (لوحة صغيرة) من الطين المجفف منقوشة بكتابات من الخط المسماري (اللغة الأكادية الدارجة) – ’رسائل تل العمارنة‘ ، التي تُمثّل العلاقات الدبلوماسية الدولية (السياسة الخارجية) من مراسلات متبادلة بين مصر وأمراء سوريا العليا وفلسطين وبابل وغيرهم من الموالين لمصر، إبان عهدي ’إمنحتـپ الثالث‘ وابنه ’إمنحتـپ الرابع‘ (أخناتون). وجاء هذا الاكتشاف ليشد الانتباه إلى تلك المدينة المنسية.
- عامي 1891-1892م: Alessandro Barsanti ’أليساندرو بارسانتي‘ من Egyptian Antiquities Service هيئة الآثار المصرية، قام بتنظيف مقبرة الملك (أخناتون) بالعمارنة.
- عامي 1891-1892م: William Mathew Flinders Petrie ’وليم ماثيو فلندرز پتـري‘ اكتشف أجزاء من المدينة، منها القصر الملكي، وأعدَّ مسحاً شاملاً للمنطقة بمساعدة Howard Carter ’هوارد كارتر‘، وكانت حصيلة هذه الحملة 132 صندوقاً وجدت طريقها إلى متحف ’أشموليان‘ (بمدينة أكسفورد البريطانية).
- عام 1892م: زار Howard Carter ’هوارد كارتر‘ المقبرة الملكية، وقام بنسخ ونشر بعض المناظر.
- عام 1893م: قام ’پتـري‘ بتنظيف المقابر الصخرية.
- عام 1902م: بدأت جمعية استكشاف مصر (EES) ’جمعية الكشوف (الأثرية) المصرية‘ في لندن، أعمالها في الموقع.
- أعوام 1903-1908م: قام Norman de Garis Davies ’نورمان دي جاريس ديفيز‘ بنشر مقابر الأفراد بالعمارنة في ستة أجزاء (Davies 1903 ؛ Davies 1905a ؛ Davies 1905b ؛ Davies 1906 ؛ Davies 1908a ؛ Davies 1908b).
- أعوام 1907-1914م: اكتشف البعثة الألمانية لـ Deutsche Orient-Gesellschaft (DOG = German Oriental Society) ’جمعية الاستشراق الألمانية‘ تحت إشراف Ludwig Borchardt ’لودڤيج بورخاردت‘ أجزاء من المدينة، فكشفت عن الحي الشرقي للمدينة في أعوام 1911-1914م. وفي عام 1912م: عثروا على رأس الملكة ’نفرتيتي‘ الشهير، المعروض الآن بمتحف برلين.
- أعوام 1921-1936م: حفائر Egypt Exploration Society (EES) ’جمعية الكشوف (الأثرية) المصرية‘ تحت إشراف العديد من المتخصصين (Thomas Eric Peet ’توماس إريك پيت‘، Leonard Woolley ’ليونارد ووللي‘، Francis Newton ’فرانسز نيوتون‘، Henri Frankfort ’هنري فرانكفورت‘، وJ.D.S. Pendlebury ’چ.د.س. پندليبوري‘).
- منذ عام 1977م: حفائر بعثة Egypt Exploration Society (EES) ’جمعية الكشوف (الأثرية) المصرية‘ برئاسة Barry J. Kemp ’باري چ. كمـپ‘، ولا زالت أعمالها مستمرة حتى الآن.